# Перша всесоюзна медальєрна виставка

Копія-малюнок медалі. Автор- Никифоров В. Смольний — штаб революції, аверс, чавун, 1970 р.

Перша всесоюзна медальєрна виставка — перша виставка медальєрів Радянського Союзу, котра відбулася лише 1970 року.

## «Війна палацам, мир хижкам!» Негативне ставлення
Після політичного перевороту в жовтні 1917 р. до влади в країні пробилися більшовики. Ідеологічні настанови нової влади сприймати царське як погане і непотрібне, сприяли вкрай негативному ставленню до надбання минулого, хоча царату не могли і не належали всі історичні періоди російської і світової історії. Тому в перші місяці більшовицької влади країною котилися погроми палаців і особняків багатіїв, пограбування чужого майна, нищення картин і скульптур, насилля над гімназистками з буржуазних родин тощо. Нищили не тільки портрети царя та його родини, а взагалі майно багатіїв — від винних складів до чужої порцеляни і державних архівів. У перелік непотрібного потрапило і медальєрне мистецтво. Негативне ставлення до нього зберігали і в перші роки радянської влади. Це пояснювали контролем над монетним виробництвом Міністерства царського двору і чужинськими ідеями експлуататорів, а також підживленням галузі відсталими та контрреволюційними ідеями.

Але потреба в нових печатках і штемпелях у влади була. Тому до створення матриць примусово залучили медальєрів царського Монетного двору в Петрограді. Традиційно два значні центри медальєрного мистецтва склалися в Петербурзі та Москві. Створення медалей тісно пов'язане з монетними дворами чи експериментальними виробництвами. Але більшовицька влада поставилась і до медальєрного мистецтва як до різновиду власної пропаганди на кшталт плакатів чи листівок. Грошей на пропаганду більшовики не жалкували ніколи. Серед перших радянських медалей — медаль на трирічні роковини жовтневого перевороту 1917 р., хоча дата не була круглою. Її виконав старий медальєр Монетного двору в Петрограді Васютинський Антон Федорович (1858-1935), медальєр ще Імператорського монетного двору і перший радянський медальєр.
Медалі перших років більшовицької влади і нагадували плакати як художніми засобами, так і тематично ( А. Харитонов «Легендарні походи чапаєвської дивізії», В. Галенецький «17-ті роковини Жовтня»). Особлива сторінка радянського медальєного виробництва - численні стереотипні медалі на честь Леніна та Сталіна.
У роки війни 1941–1945 випуск пам'ятних медалей припинили взагалі, а виробництво переобладнали на випуск наградних медалей та орденів. Припинення медальєрного виробництва розтяглося до кінця 1960-х рр.

## Відродження без втручання держави
Відродження трудоміського і копіткого медальєрного виробництва відбулося практично без втручання держави. Спроби відродити призабуте мистецтво в СРСР розпочали скульптори Н. Акимушкін, П. Мельникова, М. Ешба. До створення медалей звернулись і декотрі авторитети радянської скульптури тих років (М. Манізер, Г. Мотовилов). А скульптор Коньонков Сергій Тимофійович створив пам'ятно-нагородну медаль премії імені М.В. Ломоносова з реплікою скульптурного погруддя Федота Шубіна, на що відгукнувся статею радянський журнал «Огонёк».
Невтручання держави в виробництво пам'ятних медалей при збереженні ідеологічного контролю і постійної цензури потроху сприяло розкуванню творчих можливостей авторів, котрі почали відходити від шаблонного, ілюстративного виконання та багатослівних пояснювальних написів. Недешеву бронзу могли замінити на латунь або чавун ( В. Никифоров «Смольний — штаб революції», 1970, чавун), що давало цікаві фактури.
Ще в 1960-ті рр. до створення медалей звернулась ціла низка майстрів нової генерації - І. Дараган, М. Шмаков, Ю. Нерода, М. Романовська та ін.

## Перша виставка 1970 р.
Коли ситуація з медальєрним виробництвом почала виходити з-під контролю влади, ідеологічний сектор, Міністерство культури СРСР та Союз художників провели підготувальну роботу в 1969-1970 рр. та пристібнули відкриття Першої всесоюзної медальєрної виставки до 100-річних роковин з дня народження В.І. Леніна. Медалі ідеологічного спрямування вітались, тому на виставці було чимало пам'ятних медалей на честь більшовицьких і комуністичних діячів ( самого Леніна, Якова Свердлова, Надії Крупської тощо).
Ніяк не пов'язаними зі 100-річними роковинами Леніна були медалі багатьох російських та національних медальєрів. Бо загальна кількість учасників виставки досягла 240, а кількість медалей — 850 після цензурного відбору. Для багатьох авторів виставка стала привідом показати власні досягнення і подивитися на твори колег. На виставку потрапили і твори десятирічної давнини, і найперші пам'ятні медалі радянського періоду, для показу яких теж обладнали невеликий стенд.
Однак, зовсім несподіваним було включення до експонування пам'ятних медалей на честь православного ченця Андрія Рубльова (медальєр-жінка П. Мельникова «В пам'ять Андрія Рубльова» 1960 р.), Альбрехта Дюрера (В. Похалецький, бронза, 1471-1971), Олександра Пушкіна (М. Шмаков, бронза, 1969 р.), низка медалей І. Дарагана («Мікеланджело», «Сервантес», « Нансен », « Слово о полку Ігоревім »), котрі ніякого відношення ні до Леніна, ні до 100-річних роковин не мали і не могли мати.

## Медальєри радянської Грузії і Вірменії
Карбування та обробка металів — давня національна традиція майстрів Грузії. До створення медалей, що було відносно новою галуззю для національного мистецтва, звернулись скульптори та чеканщики Амашукелі Елгуджа Давидович та Г. Габашвілі. Амашукелі уславив столицю Тбілісі та поета Важа Пшавела (1861—1915), Г. Габашвілі — Колхіду та Мцхету. Медальєри радянської Вірменії експериментували як з формою, так і з матеріалом. Вірмени використали червону мідь з технікою покриття тла чорним. Висока майстерність обробки металу сприяла популярності на виставці творів медальєрів Грузії і Вірменії.

## Медальєри жінки
До медальєрного мистецтва звернулась ціла низка скульпторів і медальєрів-жінок. Серед них -
- В. Зейле, Латвія, Рига («Автопортрет»)
- М. Романовська
- В. Акимушкіна (поет Фізулі)
- Г. Федорова («Надія Крупська»)
- М. Деміна (« Рембрандт »)
- П. Мельникова («В пам'ять Андрія Рубльова») та інші.

Їх твори витримували всі порівняння з творами медальєрів-чоловіків. Пам'ятні медалі все більше втрачали риси старанного малюнка, переведеного в невисокий рельєф, а набували скульптурності і рис художньої мініатюри. Показовою стала медаль на честь літературної пам'ятки « Слово о полку Ігоревім ».
Медальєне мистецтво і раніше ретельно працювало з портретними зображеннями і портретами як такими. До умовних портретних зображень належала медаль П. Мельникової «В пам'ять Андрія Рубльова». Бо ніяких портретних зображень нетитулованого ченця-іконописця просто не могло бути в Московії початку XV ст., як не було і портрета середньовічного науковця і поета Фізулі. Тим не менше діапазон портретних зображень простягся від середньовічних науковців і художників доби відродження та бароко до діячів першої половини XX ст.

## Зразки радянських пам'ятних медалей

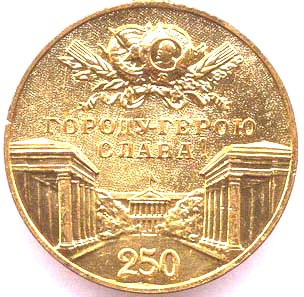
250 років Ленінграду, 1953 р.
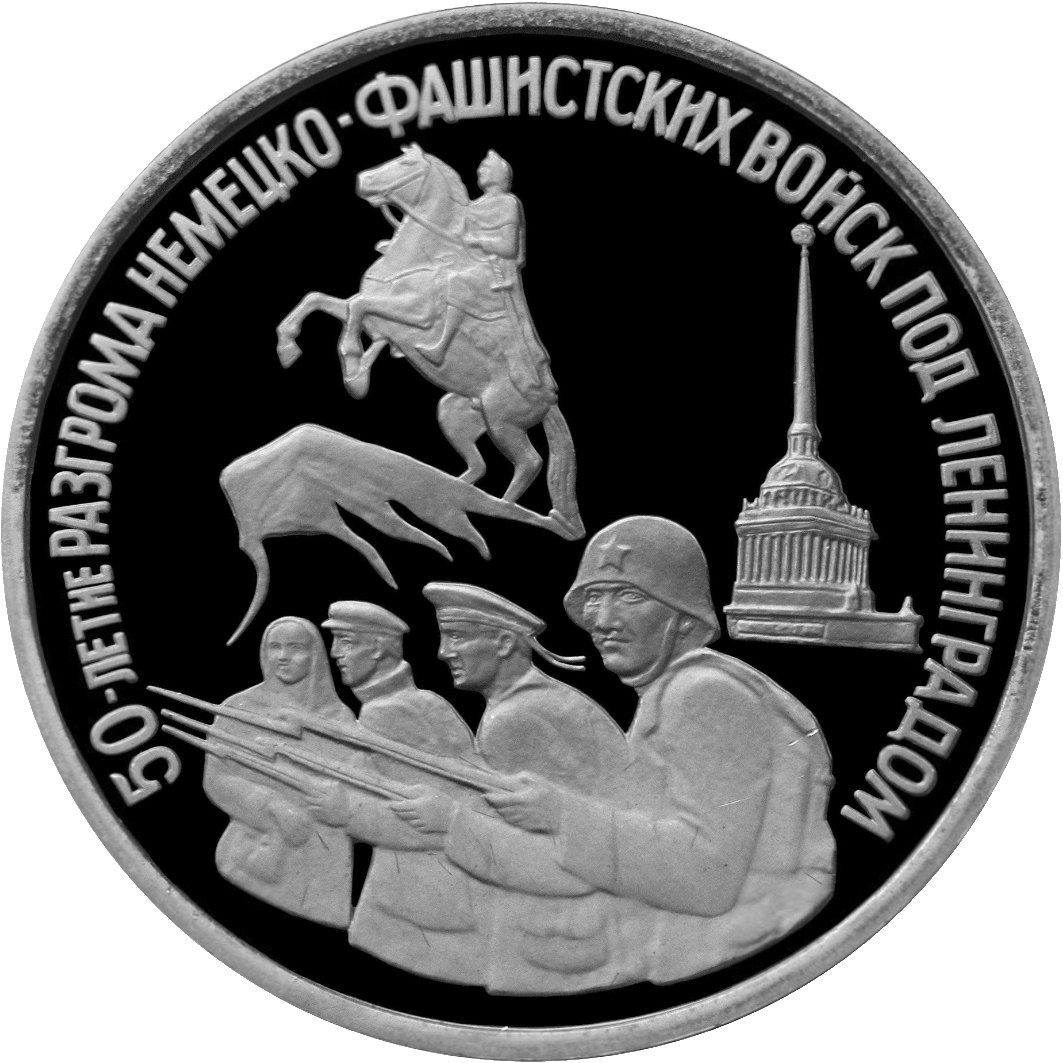
Серія медалей «Велика вітчизняна війна», 1994